# Peräseinäjoki
Peräseinäjoki este o fostă comună din Finlanda.